# Ísak Guttormsson
Ísak Guttormsson var en færøsk bonde, der fra 1583 til 1588 var lagmand på Færøerne.
Guttormsson boede på Suðuroy i det sydligste Færøerne, hvor han ejede jord i Nes og Vágur. Guttormsson var søn af tidligere lagmand Guttormur Andrasson og sønnesøn af dennes forgænger i embedet Andras Guttormsson. Hans fødested og livshistorie er i øvrigt ukendt.